# Звонарьова Алла
Звонарьо́ва А́лла (* 1946) — українська радянська бадмінтоністка. Майстер спорту СРСР міжнародного класу.

## З життєпису
У 1975 році виграла Кубок СРСР з бадмінтону із дніпропетровським «Метеором». На Міжнародному чемпіонаті СРСР у 1976 році вона успішною у всіх трьох дисциплінах. На Міжнародному турнірі пам'яті Вернера-Зеленбіндера в НДР посіла третє місце 1976 року і друге місце в 1977 році. Виграла свій перший і єдиний чемпіонський титул СРСР в 1977 році.